# チョコレート・バトラー
『チョコレート・バトラー』（韓国題:더 킥  、タイ題：วอนโดนเตะ!!、英題：The KICK）は、2011年のタイ・韓国合作映画。

## 概要
主演のナ・テジュとK・キム（キム・ギョンスク、テミ）は、韓国のテコンドーデモンストレーションチームのK-TIGERSに所属している。本作の制作にはK-TIGERS、世界テコンドー連盟（WTF）、タイテコンドー協会、韓国テコンドー協会が参加しており、テコンドー武術指導はK-TIGERSのアン・チャンバム（An Chang-bum）が担当した。
『チョコレート・ファイター』で、鮮烈なデビューを果たしたジージャー・ヤーニンの出演4作目。DVDのパッケージでは主演のように描かれているが実際は助演であり、チョコレートも関係ない。
2011年10月、釜山国際映画祭にてワールドプレミア上映。2011年11月、韓国にて公開。2011年12月、タイにて公開。2012年4月、台湾にて公開。2012年5月、香港にて公開。

## ストーリー
元テコンドーの韓国代表選手だったムン（チョ・ジェヒョン）とユン（イェ・ジウォン）。現在はバンコクに住み、ユンは朝鮮料理店を経営、ムンはテコンドー道場を開いていた。
ムンは自分の子供のテヤン、テミ、テプンにもテコンドーを教え、特にテヤンには自分が果たせなかったオリンピックへの夢を託して、厳しく稽古をつけていた。しかしテヤンは歌手になることを夢見て、時に父と対立することがあった。
そんな家族が、タイの国宝級の財宝「クリスの剣」の盗難事件に巻き込まれる。盗難事件を防いだムンたち家族は、窃盗団に襲われてしまう。ムンとユンは子供達の安全のため、ムンの友人であるタイ人のモムに預けるのだった。しかし、そこにも窃盗団の魔の手が伸び、テヤン、テミ、モムの姪のワワ（ジージャー・ヤーニン）は、窃盗団との戦いに巻き込まれてしまう。

## キャスト
※括弧内は日本語吹替
- テヤン - ナ・テジュ（白川周作）： K-Popアイドルを目指す。ムンとユンの長男。
- テミ - K・キム（合田絵利）： スポーツ好き。ムンとユンの長女。
- ムン師範 - チョ・ジェヒョン（青木強）： バンコクでテコンドー道場を経営している。
- ユン・ミジャ - イェ・ジウォン（丸山雪野）： ムンの妻。バンコクで韓国料理店を経営している。
- テプン - トンズィーフ・スジョントジャントン： ムンとユンの末っ子。
- ワワ - ジージャー・ヤーニン（小清水亜美）： モムの姪。ムエタイの達人。
- モム - ペットターイ・ウォンカムラオ（多田野曜平）： ムンの友人。動物園に勤務している。 （役名のタイ語表記はหม่ำで、本人のマム・ジョクモクのマムと同じ表記がされている。）
- サック・ドゥー - イ・グァンフン（小泉隼人）：窃盗団のボス
- 窃盗団No.2 - キム・イールー
- X - サムレット・ムアンプット
- フランス代表テコンドー選手 - ブラヒム・アチャバッケ
- アメリカ代表テコンドー選手 - オリヴィア・ジャクソン

## その他

### バージョン違い
本作は韓国公開バージョンとタイ公開バージョン、日本のDVDで上映時間が違っている（韓国は105分、タイは101分、日本は94分）
タイ版と日本版で変更されたシーン
- タイトル後のシーン
  - タイ版では、道場で家族がトレーニングするシーンがあり、その後、母は料理、テヤンはダンス、宝剣のニュースを挟んで、ムンがテコンドーの道場で教えているシーンと夫婦がもめているシーン、末っ子のテプンが板を割るシーン、テミがサッカーをしているシーンが続く。
  - 日本版では、母の料理とテヤンのダンスシーン、ムンがテコンドー道場で教えているシーン、夫婦がもめるシーン、テプン、テミのシーンがカット。

- モムおじさんの家でのシーン
  - タイ版では、テヤンに食事を勧めるワワ。その後2人は談笑し、ワワのムエタイの型をテヤンがまねるシーンがある。
  - 日本版では、食事を勧めるところで映像が終わる。

- モムおじさんの家から抜け出したあとのシーン
  - タイ版では、テヤンがオーディション会場で呼ばれて会場に入るシーンで、靴を持って歩くシーンがある。
  - 日本版では呼ばれてすぐに演技に入る。

- モムおじさんの家に戻ってくるテヤンのシーン
  - タイ版では、オーディションから戻ったテヤンが、買い物を終えて店を出てくると、強盗団を見つける。皆の危機を察知したテヤンが急いで戻ろうと、軒先のバイクを拝借するシーンがある。
  - 日本版では、テヤンがバイクを借りるシーンがカット。

- 父にしかられ街をさまようテヤンが、港近くのベンチで起きた後のシーン
  - タイ版では、ワワに気づいたテヤンがそっと服を掛けると、ワワが目を覚まして、2人が談笑するシーンがある。
  - 日本版では、服を掛けると次の船のシーンに切り替わってしまい、タイ版にあったワワが目をさまして2人で話すシーンがカットされている。

### CM
日本でのDVDリリース前にマクドナルドのKBQバーガーのCM「ミステリアステコンドー編」にK・キムが起用され、テコンドーの技を見せている。

## 参考
- 「วอนโดนเตะ!! (THE KICK)」タイ公式サイト
- วอนโดนเตะ!! (THE KICK) ・・・DVD(タイ版)
- 더 킥　韓国公式サイト